# Irena cyanogastra
Irena cyanogastra là một loài chim trong họ Irenidae.